# The Sims 3: Pets
The Sims 3: Pets — п'яте доповнення до популярної комп'ютерної гри The Sims 3. Гра доступна не лише для PC/Mac, а також для PlayStation 3, Xbox 360 і Nintendo 3DS.
Вихід доповнення відбувся 20 жовтня 2011 року. Перший офіційний трейлер був випущений 3 червня 2011 року.

## Особливості
У доповненні з'явилося нове місто — Аппалуза Плейнс (англ. Appaloosa Plains). У цьому місті є як базові споруди, так і безліч нових, таких як зоомагазин.
В The Sims 3: Pets з'явився також режим створення домашніх тварин (англ. Create-A-Pet) з широким спектром різних модифікацій, від різних форм тіла до різноманітних кольорів шерсті та плямистостей. Такими тваринами, як кішки, собаки, коні, можна керувати як звичайними персонажами — це головна відмінність від The Sims 2: Pets.
У всіх них з'явилися свої риси характеру та фізіологічні потреби. Собак та котів можна навчити різним навичкам: полюванню, різним командам, а коней — брати участь у скачках та перестрибувати через бар'єри. Собаки можуть плавати в басейнах і при цьому ніколи не потонуть. Улюбленці також можуть супроводжувати своїх господарів в різні громадські місця: парк, бібліотека, кінний центр. Коней можна використовувати як транспорт, а собак — як сторожів та вірних охоронців. Але, крім домашніх тварин, по сусідству можуть жити і дикі (олені, скунси, єноти), їх не можна приручити, але за ними можна спостерігати і, якщо вдасться, погладити. У родини можуть перебувати не більше 6 тварин. Також персонажі крім класичних вихованців можуть завести черепах, змій, ящірок, гризунів та птахів. Домашнім тваринам, як і в серії The Sims 2, необхідний догляд з боку господарів: годування, купання тощо. А також, як в попередній серії, тварини будуть псувати меблі.
Розробники не залишили без уваги та міфічну тематику: в доповненні з'явилися єдинороги. Вони виглядають як звичайні коні, лише з борідкою та рогом на голові, єдинороги володіють магією: вони можуть гасити вогонь, зцілювати персонажів та інших тварин, прискорювати ріст рослини, а також наносити порчу, розпалювати пожежі, вбивати рослини. Вони можуть відлякувати смерть та рятувати персонажів від неї.

## Рецензії
| Агрегатор    | Оцінка |
| ------------ | ------ |
| GameRankings | 70.00% |
| Metacritic   | 79 %   |

| Видання       | Оцінка |
| ------------- | ------ |
| GameSpot      | 7.5    |
| GamesRadar+   | [ 5 ]  |
| IGN           | 7.5    |
| Nintendo Life | 7/10   |

Версії The Sims 3: Pets для PC та Mac отримали гарні оцінки, враховуючи рейтинг IGN у 7.5/10. Консольні версії (360, PS3) також тримали схожі бали, із рейтингом IGN у 7/10.